# Soses
Soses è un comune spagnolo di 1 466 abitanti situato nella comunità autonoma della Catalogna.